# Akid Abbes
Akid Abbes est un village frontalier de la commune de Maghnia dans la Wilaya de Tlemcen.

## Toponymie
Anciennement Zoudj B'ghal qui signifie "Deux mulets", nom alors donné au poste frontière mitoyen, le village a été renommé Akid Abbes qui veut dire Colonel Abbes du nom d'un ancien militaire, Ahmed Boudjenane surnommé Si Abbes.

## Population
Lors du recensement de 1998 le village comptait 1 580 habitants contre 946 en 1987.

## Économie
Contrairement au village jumeau Akid Lotfi situé à moins de 6 km qui a pâti de la fermeture de la frontière algéro-marocaine en 1994, Akid Abbes est un nœud ferroviaire entre les lignes de Tabia à Akid Abbes venant de Tlemcen et celle de Akid Abbes à Ghazaouet.